# Din Mohammad Nuristani
Din Mohammad Nuristani (ur. 1928, zm. ?) – afgański hokeista na trawie.
Był jednym z reprezentantów Afganistanu w hokeju na trawie na Letnich Igrzyskach Olimpijskich 1948, które odbyły się w Londynie oraz na Letnich Igrzyskach Olimpijskich 1956 w Melbourne.